# Čínské míry

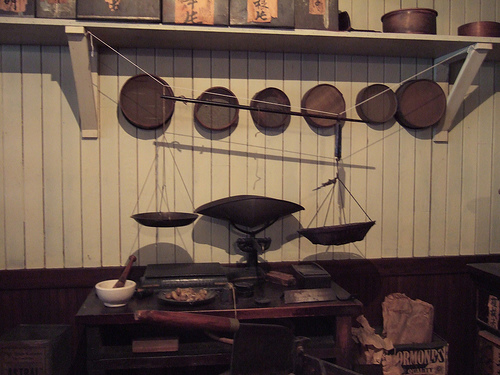
Čínské váhy

Tradiční čínské míry (čínsky pchin-jinem shìzhì, znaky 市制, doslova „tržní systém“) jsou obvyklé a tradiční jednotky měr a vah používané v Číně. V Čínské lidové republice byly koncem 20. století upraveny a začleněny do metrického systému. 
Pro pojmenování většiny jednotek soustavy SI byla použita jména blízkých tradičních čínských jednotek. Proto je-li nutné vyjasnit, o které jednotce se mluví, použije se označení „tržní“ (š’, shì, 市) pro tradiční jednotku a „standardní“ (kung, gōng, 公) pro jednotky SI. SI je oficiální měrný systém, ale tradiční jednotky jsou v každodenním životě stále používány.

## Tradiční čínské jednotky

### Délka
Základní jednotkou byla čch’ (stopa). Cchun vzdáleně odpovídá evropskému palci či coulu, původně byl definován jako šířka palce, pu byl původně dvojkrok.
| Název jednotky            | Název jednotky | Název jednotky | Relativní hodnota | Metrická hodnota v období                     | Metrická hodnota v období  | Metrická hodnota v období  | Metrická hodnota v období | Metrická hodnota v období | Metrická hodnota v období | Metrická hodnota v období          | Metrická hodnota v období            | Metrická hodnota v období                | Metrická hodnota v období | Metrická hodnota v období | Metrická hodnota v období | Metrická hodnota v období |
| Český přepis              | Pchin-jin      | Znaky          | Relativní hodnota | Čchin, Západní Chan (349 př. n. l. – 9 n. l.) | Sin, Východní Chan (9–220) | Wej, Západní Ťin (220–273) | Západní Ťin (273–316)     | Východní Ťin (317–430)    | Raná Čou (318–329)        | Severní Wej, Západní Wej (386–556) | Východní Wej, Severní Čchi (495–577) | Sung, Jižní Čchi, Liang, Čchen (420–589) | Severní Čou (557–566)     | Severní Čou (566–581)     | Suej (581–606)            | Suej (607–618)            |
| ------------------------- | -------------- | -------------- | ----------------- | --------------------------------------------- | -------------------------- | -------------------------- | ------------------------- | ------------------------- | ------------------------- | ---------------------------------- | ------------------------------------ | ---------------------------------------- | ------------------------- | ------------------------- | ------------------------- | ------------------------- |
| Pro obchod a řemesla      |                |                |                   |                                               |                            |                            |                           |                           |                           |                                    |                                      |                                          |                           |                           |                           |                           |
| chao                      | háo            | 毫             |                   | –                                             | –                          | 0,024 mm                   | 0,023 mm                  | 0,024 mm                  | 0,024 mm                  | 0,028 mm                           | 0,03 mm                              | 0,024 mm                                 | 0,029 mm                  | 0,027 mm                  | 0,029 mm                  | 0,024 mm                  |
| li                        | lí             | 釐 (厘)        | 10 chao           | –                                             | –                          | 0,241 mm                   | 0,23 mm                   | 0,244 mm                  | 0,242 mm                  | 0,278 mm                           | 0,3 mm                               | 0,245 mm                                 | 0,295 mm                  | 0,267 mm                  | 0,295 mm                  | 0,236 mm                  |
| fen                       | fēn            | 分             | 10 li             | 2,765 mm                                      | 2,304 mm                   | 2,412 mm                   | 2,304 mm                  | 2,445 mm                  | 2,419 mm                  | 2,781 mm                           | 2,997 mm                             | 2,451 mm                                 | 2,951 mm                  | 2,668 mm                  | 2,951 mm                  | 2,355 mm                  |
| cchun                     | cùn            | 寸             | 10 fen            | 2,765 cm                                      | 2,304 cm                   | 2,412 cm                   | 2,304 cm                  | 2,445 cm                  | 2,419 cm                  | 2,781 cm                           | 2,997 cm                             | 2,451 cm                                 | 2,951 cm                  | 2,668 cm                  | 2,951 cm                  | 2,355 cm                  |
| čch’                      | chǐ            | 尺             | 10 cchun          | 27,65 cm                                      | 23,04 cm                   | 24,12 cm                   | 23,04 cm                  | 24,45 cm                  | 24,19 cm                  | 27,81 cm                           | 29,97 cm                             | 24,51 cm                                 | 29,51 cm                  | 26,68 cm                  | 29,51 cm                  | 23,55 cm                  |
| čang                      | zhàng          | 丈             | 10 čch’           | 2,765 m                                       | 2,304 m                    | 2,412 m                    | 2,304 m                   | 2,445 m                   | 2,419 m                   | 2,781 m                            | 2,997 m                              | 2,451 m                                  | 2,951 m                   | 2,668 m                   | 2,951 m                   | 2,355 m                   |
| jin                       | yǐn            | 引             | 10 čangů          | 27,65 m                                       | 23,04 m                    | 24,12 m                    | 23,04 m                   | 24,45 m                   | 24,19 m                   | 27,81 m                            | 29,97 m                              | 24,51 m                                  | 29,51 m                   | 26,68 m                   | 29,51 m                   | 23,55 m                   |
| Pro měření cest a pozemků |                |                |                   |                                               |                            |                            |                           |                           |                           |                                    |                                      |                                          |                           |                           |                           |                           |
| pu                        | bù             | 步             | 6 čch’            | 1,659 m                                       | 1,3824 m                   | 1,4472 m                   | 1,3824 m                  | 1,467 m                   | 1,4514 m                  | 1,6686 m                           | 1,7982 m                             | 1,4706 m                                 | 1,7706 m                  | 1,7706 m                  | 1,7706 m                  | 1,7706 m                  |
| li                        | lǐ             | 里             | 300 pu            | 497,7 m                                       | 414,72 m                   | 434,16 m                   | 414,72 m                  | 440,1 m                   | 435,42 m                  | 500,58 m                           | 539,46 m                             | 441,18 m                                 | 531,18 m                  | 531,18 m                  | 531,18 m                  | 531,18 m                  |

| Název jednotky | Název jednotky | Název jednotky | Relativní hodnota  | Metrická hodnota v období      | Metrická hodnota v období | Metrická hodnota v období | Metrická hodnota v období            |
| Český přepis   | Pchin-jin      | Znaky          | Relativní hodnota  | Tchang, Pět dynastií (618–959) | Sung, Jüan (960–1367)     | Ming (1368–1644)          | Čching, Čínská republika (1644–1949) |
| -------------- | -------------- | -------------- | ------------------ | ------------------------------ | ------------------------- | ------------------------- | ------------------------------------ |
| chao           | háo            | 毫             |                    | 0,0311 mm                      | 0,0307 mm                 | 0,0311 mm                 | 0,032 mm                             |
| li             | lí             | 釐 (厘)        | 10 chao            | 0,311 mm                       | 0,307 mm                  | 0,311 mm                  | 0,32 mm                              |
| fen            | fēn            | 分             | 10 li              | 3,11 mm                        | 3,072 mm                  | 3,11 mm                   | 3,2 mm                               |
| cchun          | cùn            | 寸             | 10 fen             | 3,11 cm                        | 3,072 cm                  | 3,11 cm                   | 3,2 cm                               |
| čch’           | chǐ            | 尺             | 10 cchun           | 31,1 cm                        | 30,72 cm                  | 31,1 cm                   | 32 cm                                |
| pu             | bù             | 步             | 5 čch’             | 1,555 m                        | 1,536 m                   | 1,555 m                   | 1,160 m                              |
| čang           | zhàng          | 丈             | 10 čch’            | 3,11 m                         | 3,072 m                   | 3,11 m                    | 3,2 m                                |
| jin            | yǐn            | 引             | 10 čangů           | 31,1 m                         | 30,72 m                   | 31,1 m                    | 32 m                                 |
| li             | lǐ             | 里             | 18 jinů (= 360 pu) | 559,8 m                        | 552,96 m                  | 559,8 m                   | 576 m                                |

| Dynastie     | Délka v metrech | Délka v metrech | Délka v metrech | Délka v metrech | Délka v metrech |
| Dynastie     | čch’ (chǐ, 尺)  | pu (bù, 步)     | pu (bù, 步)     | li (lǐ, 里)     | li (lǐ, 里)     |
| Dynastie     | čch’ (chǐ, 尺)  | = 5 čch’        | = 6 čch’        | = 300 pu        | = 360 pu        |
| ------------ | --------------- | --------------- | --------------- | --------------- | --------------- |
| Šang         | 0,1675          |                 | 1,0050          | 301,50          |                 |
| Šang         | 0,1690          |                 | 1,0140          | 304,20          |                 |
| Čou          | 0,1990          |                 | 1,1940          | 358,20          |                 |
| Východní Čou | 0,2200          |                 | 1,3200          | 396,00          |                 |
| Východní Čou | 0,2270          |                 | 1,3620          | 408,60          |                 |
| Východní Čou | 0,2310          |                 | 1,3860          | 415,80          |                 |
| Čchin        | 0,2260          |                 | 1,3560          | 406,80          |                 |
| Chan         | 0,2310          |                 | 1,3860          | 415,80          |                 |
| Suej         | 0,2550          |                 | 1,5300          | 459,00          |                 |
| Tchang       | 0,2465          | 1,2325          |                 | 369,75          | 443,70          |
| Tchang       | 0,2955          | 1,4775          |                 | 443,25          | 531,90          |
| Sung         | 0,2700          | 1,3500          |                 | 405,00          | 486,00          |
| Severní Sung | 0,3080          | 1,5400          |                 | 462,00          | 554,40          |
| Ming         | 0,3008–0,3190   | 1,5040–1,5950   |                 | 451,20–478,50   | 541,44–574,20   |
| Čching       | 0,3080–0,3352   | 1,5400–1,6760   |                 | 462,00–503,89   | 554,40–603,46   |

### Plocha
| Název jednotky   | Název jednotky | Název jednotky | Relativní hodnota | Metrická hodnota v období                     | Metrická hodnota v období  | Metrická hodnota v období  | Metrická hodnota v období | Metrická hodnota v období | Metrická hodnota v období | Metrická hodnota v období          | Metrická hodnota v období | Metrická hodnota v období | Metrická hodnota v období                | Metrická hodnota v období   | Metrická hodnota v období |
| Český přepis     | Pchin-jin      | Znaky          | Relativní hodnota | Čchin, Západní Chan (349 př. n. l. – 9 n. l.) | Sin, Východní Chan (9–220) | Wej, Západní Ťin (220–273) | Západní Ťin (273–316)     | Východní Ťin (317–430)    | Raná Čou (318–329)        | Severní Wej, Západní Wej (386–556) | Východní Wej (495–550)    | Severní Čchi (550–577)    | Sung, Jižní Čchi, Liang, Čchen (420–589) | Severní Čou, Suej (557–618) | Tchang (618–780)          |
| ---------------- | -------------- | -------------- | ----------------- | --------------------------------------------- | -------------------------- | -------------------------- | ------------------------- | ------------------------- | ------------------------- | ---------------------------------- | ------------------------- | ------------------------- | ---------------------------------------- | --------------------------- | ------------------------- |
| fang čch’, čch’² | fāng chǐ       | 方尺           |                   | 764,44 cm²                                    | 530,842 cm²                | 581,77 cm²                 | 530,842 cm²               | 597,802 cm²               | 585,156 cm²               | 773,396 cm²                        | 898,201 cm²               | 778,4 cm²                 | 600,74 cm²                               | 870,84 cm²                  | 967,21 cm²                |
| fang pu, pu²     | fāng bù        | 方步           | 36 čch’²          | 2,752 m²                                      | 1,911 m²                   | 2,094 m²                   | 1,911 m²                  | 2,152 m²                  | 2,1066 m²                 | 2,784 m²                           | 3,233 m²                  | 2,802 m²                  | 2,166 m²                                 | 3,135 m²                    | 3,482 m²                  |
| mu               | mǔ             | 畝             | 240 pu²           | 661 m²                                        | 458,65 m²                  | 502,565 m²                 | 458,65 m²                 | 516,501 m²                | 505,574 m²                | 668,214 m²                         | 776,046 m²                | 1008,8 m²                 | 519,745 m²                               | 752,4 m²                    | 835,68 m²                 |
| čching           | qǐng           | 顷             | 100 mu            | 6,61 ha                                       | 4,586 ha                   | 5,027 ha                   | 4,586 ha                  | 5,165 ha                  | 5,055 ha                  | 6,682 ha                           | 7,76 ha                   | 10,088 ha                 | 5,197 ha                                 | 7,524 ha                    | 8,357 ha                  |
| fang li, li²     | fāng lǐ        | 方里           | 375 mu            | 24,75 ha                                      | 17,199 ha                  | 18,85 ha                   | 17,199 ha                 | 19,369 ha                 | 18,959 ha                 | 25,058 ha                          | 29,102 ha                 | 37,85 ha                  | 19,49 ha                                 | 28,215 ha                   | 31,3387 ha                |

| Název jednotky     | Název jednotky | Název jednotky | Relativní hodnota | Metrická hodnota v období      | Metrická hodnota v období | Metrická hodnota v období | Metrická hodnota v období            |
| Český přepis       | Pchin-jin      | Znaky          | Relativní hodnota | Tchang, pět dynastií (780–959) | Sung, Jüan (960–1367)     | Ming (1368–1644)          | Čching, Čínská republika (1644–1949) |
| ------------------ | -------------- | -------------- | ----------------- | ------------------------------ | ------------------------- | ------------------------- | ------------------------------------ |
| fang cchun, cchun² | fāng cùn       | 方寸           |                   | 9,672 cm²                      | 9,437 cm²                 | 9,672 cm²                 | 10,24 cm²                            |
| fang čch’, čch’²   | fāng chǐ       | 方尺           | 100 cchun²        | 967,21 cm²                     | 943,72 cm²                | 967,21 cm²                | 1024 cm²                             |
| fang pu, pu²       | fāng bù        | 方步           | 25 čch’²          | 2,418 m²                       | 2,3593 m²                 | 2,418 m²                  | 2,56 m²                              |
| mu                 | mǔ             | 畝             | 240 pu²           | 580,32 m²                      | 566,132 m²                | 580,32 m²                 | 614,4 m²                             |
| čching             | qǐng           | 顷             | 100 mu            | 5,803 ha                       | 5,661 ha                  | 5,803 ha                  | 6,144 ha                             |
| fang li, li²       | fāng lǐ        | 方里           | 540 mu            | 31,3373 ha                     | 30,5711 ha                | 31,3373 ha                | 33,1776 ha                           |

Mu se dělila na 4 ťüe. Od dynastie Sung byly zavedeny menší míry: fen (fēn, 分; = 1/10 mu), li (lí, 厘; = 1/100 mu), chao (háo, 毫; = 1/1000 mu), s’ (sī, 丝; = 1/10 000 mu) a chu (hū, 忽; = 1/100 000 mu).

### Váha
| Název jednotky | Název jednotky | Název jednotky | Relativní hodnota | Metrická hodnota v období                     | Metrická hodnota v období  | Metrická hodnota v období | Metrická hodnota v období            | Metrická hodnota v období | Metrická hodnota v období | Metrická hodnota v období | Metrická hodnota v období      |
| Český přepis   | Pchin-jin      | Znaky          | Relativní hodnota | Čchin, Západní Chan (349 př. n. l. – 9 n. l.) | Sin, Východní Chan (9–220) | Jižní Čchi (479–502)      | Východní Wej, Severní Čchi (534–581) | Severní Čou (566–581)     | Suej (581–606)            | Suej (607–618)            | Tchang, pět dynastií (618–959) |
| -------------- | -------------- | -------------- | ----------------- | --------------------------------------------- | -------------------------- | ------------------------- | ------------------------------------ | ------------------------- | ------------------------- | ------------------------- | ------------------------------ |
| šu             | shu            |                |                   | 6,72 mg                                       | 5,8 mg                     | 8,7 mg                    | 11,6 mg                              | 6,52 mg                   | 17,4 mg                   | 5,8 mg                    | 15,54 mg                       |
| lej            | lei            |                | 10 šu             | 67,25 mg                                      | 58 mg                      | 87 mg                     | 116 mg                               | 65,2 mg                   | 174 mg                    | 58 mg                     | 155,42 mg                      |
| ču             | zhū            | 銖             | 10 lej            | 0,6725 g                                      | 0,58 g                     | 0,87 g                    | 1,16 g                               | 0,652 g                   | 1,74 g                    | 0,58 g                    | 1,554 g                        |
| liang          | liǎng          | 两             | 24 ču             | 16,1398 g                                     | 13,9206 g                  | 20,8812 g                 | 27,841 g                             | 15,66 g                   | 41,762 g                  | 13,9206 g                 | 37,301 g                       |
| ťin            | jīn            | 斤             | 16 liangů         | 258,24 g                                      | 222,73 g                   | 334,1 g                   | 445,46 g                             | 250,56 g                  | 668,19 g                  | 222,73 g                  | 596,82 g                       |
| ťün            | jūn            | 鈞             | 30 ťinů           | 7,49 kg                                       | 6,6819 kg                  | 10,023 kg                 | 13,3638 kg                           | 7,5168 kg                 | 20,0457 kg                | 6,6819 kg                 | 17,9045 kg                     |
| tan (nebo š’)  | dàn (nebo shí) | 石             | 4 ťüny            | 29,96 kg                                      | 26,7276 kg                 | 40,093 kg                 | 53,4552 kg                           | 30,0672 kg                | 80,1828 kg                | 26,7276 kg                | 71,618 kg                      |

Podle jiných údajů se za dynastie Sin ťin rovnal 218,79 gramům. Velikost ťinu 222,73 gramu zavedená dynastií Východní Chan roku 9 n. l. se nezměnila za následujících dynastií Wej (220–265), Ťin (265–420), Severní Wej (386–534), Liang (502—557) a Čchen (557–589).
| Název jednotky | Název jednotky | Název jednotky | Relativní hodnota | Metrická hodnota |
| Český přepis   | Pchin-jin      | Znaky          | Relativní hodnota | Metrická hodnota |
| -------------- | -------------- | -------------- | ----------------- | ---------------- |
| chu            | hū             | 忽             |                   | 0,037301 mg      |
| s’             | sī             | 絲             | 10 chu            | 0,37301 mg       |
| chao           | háo            | 毫             | 10 s’             | 3,7301 mg        |
| li             | lí             | 厘             | 10 chao           | 37,301 mg        |
| fen            | fēn            | 分             | 10 li             | 0,37301 g        |
| čchien         | qián           | 钱             | 10 fenů           | 3,7301 g         |
| liang          | liǎng          | 两             | 10 čchienů        | 37,301 g         |
| ťin            | jīn            | 斤             | 16 liangů         | 596,816 g        |
| tan (nebo š’)  | dàn (nebo shí) | 石             | 100 ťinů          | 59,6816 kg       |
| jin            | yǐn            | 引             | 2 tany            | 119,3632 kg      |

Váha předmětů se obvykle uváděla v ťinech; váha cenných předmětů a drahých kovů se počítala v lianzích, i kdyby jich měly být tisíce.

### Objem
| Název jednotky | Název jednotky | Název jednotky | Relativní hodnota | Metrická hodnota v období                     | Metrická hodnota v období  | Metrická hodnota v období | Metrická hodnota v období | Metrická hodnota v období | Metrická hodnota v období           | Metrická hodnota v období | Metrická hodnota v období | Metrická hodnota v období | Metrická hodnota v období | Metrická hodnota v období      | Metrická hodnota v období |
| Český přepis   | Pchin-jin      | Znaky          | Relativní hodnota | Čchin, Západní Chan (349 př. n. l. – 8 n. l.) | Sin, Východní Chan (9–220) | Wej, Ťin (220–430)        | Jižní Čchi (479–502)      | Liang, Čchen (502–589)    | Severní Wej, Severní Čchi (495–577) | Severní Čou (557–566)     | Severní Čou (566–581)     | Suej (581–606)            | Suej (607–618)            | Tchang, pět dynastií (618–959) | Sung (960–1262)           |
| -------------- | -------------- | -------------- | ----------------- | --------------------------------------------- | -------------------------- | ------------------------- | ------------------------- | ------------------------- | ----------------------------------- | ------------------------- | ------------------------- | ------------------------- | ------------------------- | ------------------------------ | ------------------------- |
| cchuo          | cuō            | 撮             |                   | 0,03425 ml                                    | 0,01981 ml                 | 0,02023 ml                | 0,02972 ml                | 0,01981 ml                | 0,03963 ml                          | 0,01572 ml                | 0,02105 ml                | 0,05944 ml                | 0,01981 ml                | 0,05944 ml                     | 0,0664 ml                 |
| čchao          | chāo           | 抄             | 10 cchuo          | 0,3425 ml                                     | 0,1981 ml                  | 0,2023 ml                 | 0,2972 ml                 | 0,1981 ml                 | 0,3963 ml                           | 0,1572 ml                 | 0,2105 ml                 | 0,5944 ml                 | 0,1981 ml                 | 0,5944 ml                      | 0,664 ml                  |
| šao            | sháo           | 勺             | 10 čchao          | 3,425 ml                                      | 1,981 ml                   | 2,023 ml                  | 2,972 ml                  | 1,981 ml                  | 3,963 ml                            | 1,572 ml                  | 2,105 ml                  | 5,944 ml                  | 1,981 ml                  | 5,944 ml                       | 6,64 ml                   |
| jüe            | yuè            | 龠             | 5 šao             | 17,125 ml                                     | 9,905 ml                   |                           |                           |                           |                                     |                           |                           |                           |                           |                                |                           |
| ke             | gě             | 合             | 2 jüe             | 34,25 ml                                      | 19,81 ml                   | 20,23 ml                  | 29,72 ml                  | 19,81 ml                  | 39,63 ml                            | 15,72 ml                  | 21,05 ml                  | 59,44 ml                  | 19,81 ml                  | 59,44 ml                       | 66,41 ml                  |
| šeng           | shēng          | 升             | 10 ke             | 0,3425 l                                      | 0,1981 l                   | 0,2023 l                  | 0,2972 l                  | 0,1981 l                  | 0,3963 l                            | 0,1572 l                  | 0,2105 l                  | 0,5944 l                  | 0,1981 l                  | 0,5944 l                       | 0,6641 l                  |
| tou            | dǒu            | 斗             | 10 šeng           | 3,425 l                                       | 1,981 l                    | 2,023 l                   | 2,972 l                   | 1,981 l                   | 3,963 l                             | 1,572 l                   | 2,105 l                   | 5,944 l                   | 1,981 l                   | 5,944 l                        | 6,641 l                   |
| chu            | hú             | 斛             | 10 tou            | 34,25 l                                       | 19,81 l                    | 20,23 l                   | 29,72 l                   | 19,81 l                   | 39,63 l                             | 15,72 l                   | 21,05 l                   | 59,44 l                   | 19,81 l                   | 59,44 l                        | 66,41 l                   |

| cchuo | cuō   | 撮 |          | 0,0664 ml | 0,0949 ml | 0,1074 ml | 0,10355 ml |
| čchao | chāo  | 抄 | 10 cchuo | 0,664 ml  | 0,949 ml  | 1,074 ml  | 1,0355 ml  |
| šao   | sháo  | 勺 | 10 čchao | 6,64 ml   | 9,49 ml   | 10,74 ml  | 10,355 ml  |
| ke    | gě    | 合 | 10 šao   | 66,4 ml   | 94,9 ml   | 107,4 ml  | 103,547 ml |
| šeng  | shēng | 升 | 10 ke    | 0,664 l   | 0,949 l   | 1,074 l   | 1,035469 l |
| tou   | dǒu   | 斗 | 10 šeng  | 6,641 l   | 9,49 l    | 10,74 l   | 10,3547 l  |
| chu   | hú    | 斛 | 5 tou    | 33,2 l    | 47,45 l   | 53,7 l    | 51,77344 l |
| tan   | dàn   | 石 | 10 tou   | 66,41 l   | 94,9 l    | 107,4 l   | 103,5469 l |
| jin   | yǐn   | 引 | 2 tany   | 132,82 l  | 189,8 l   | 214,8 l   | 207,0937 l |

## Moderní čínské jednotky

### Délka
| Název jednotky | Název jednotky | Název jednotky | Relativní hodnota | Metrická hodnota |
| Český přepis   | Pchin-jin      | Znaky          | Relativní hodnota | Metrická hodnota |
| -------------- | -------------- | -------------- | ----------------- | ---------------- |
| chu            | hū             | 忽             | 1/1 000 000       | 1⁄3 µm           |
| s’             | sī             | 丝             | 1/100 000         | 31⁄3 µm          |
| chao           | háo            | 毫             | 1/10 000          | 331⁄3 µm         |
| li             | lí             | 厘             | 1/1000            | 1⁄3 mm           |
| fen            | fēn            | 分             | 1/100             | 31⁄3 mm          |
| cchun          | cùn            | 寸             | 1/10              | 31⁄3 cm          |
| čch’           | chǐ            | 尺             | 1                 | 331⁄3 cm         |
| pu             | bù             | 步             | 5                 | 12⁄3 m           |
| čang           | zhàng          | 丈             | 10                | 31⁄3 ;m          |
| jin            | yǐn            | 引             | 100               | 331⁄3 m          |
| li             | lǐ             | 里             | 1 500             | 500 m            |

V Hongkongu je používána také hongkongská stopa dlouhá přesně 0,371475 metru a odvozené jednotky:
| Název jednotky | Název jednotky  | Název jednotky | Relativní hodnota | Metrická hodnota |
| Český přepis   | Přepis jyutping | Znaky          | Relativní hodnota | Metrická hodnota |
| -------------- | --------------- | -------------- | ----------------- | ---------------- |
| fen            | fen             | 分             | 1/100             | ~3.715 mm        |
| cchun          | tsun            | 寸             | 1/10              | ~3.715 cm        |
| čch’           | chek            | 尺             | 1                 | ~37.15 cm        |

### Plocha
| Název jednotky | Název jednotky | Název jednotky | Relativní hodnota | Metrická hodnota     | Poznámka |
| Český přepis   | Pchin-jin      | Znaky          | Relativní hodnota | Metrická hodnota     | Poznámka |
| -------------- | -------------- | -------------- | ----------------- | -------------------- | -------- |
| li             | lí             | 厘             | 1                 | 62⁄3 m²              |          |
| fen            | fēn            | 分             | 10                | 662⁄3 m²             |          |
| mu             | mǔ             | 亩, 畝         | 100               | 6662⁄3 m²            | 60 čang² |
| š’             | shí            | 石             | 1 000             | 6 6662⁄3 m² = 2⁄3 ha |          |
| čching         | qǐng           | 顷             | 10 000            | 62⁄3 ha              |          |

| Název jednotky | Název jednotky | Název jednotky | Relativní hodnota | Metrická hodnota | Poznámka   |
| Český přepis   | Pchin-jin      | Znaky          | Relativní hodnota | Metrická hodnota | Poznámka   |
| -------------- | -------------- | -------------- | ----------------- | ---------------- | ---------- |
| fang cchun     | fāng cùn       | 方寸           | 1⁄100             | 111⁄9 cm²        | 100 fen²   |
| fang čch’      | fāng chǐ       | 方尺           | 1                 | 1⁄9 m²           | 100 cchun² |
| fang čang      | fāng zhang     | 方丈           | 100               | 111⁄9 m²         | 100 čch'²  |

### Objem
| Název jednotky | Název jednotky | Název jednotky | Relativní hodnota | Metrická hodnota |
| Český přepis   | Pchin-jin      | Znaky          | Relativní hodnota | Metrická hodnota |
| -------------- | -------------- | -------------- | ----------------- | ---------------- |
| cchuo          | cuō            | 撮             | 1/1000            | 1 ml             |
| šao            | sháo           | 勺             | 1/100             | 10 ml            |
| ke             | gě             | 合             | 1/10              | 100 ml           |
| šeng           | shēng          | 升             | 1                 | 1 l (litr)       |
| tou            | dǒu            | 斗             | 10                | 10 l             |
| tan            | dàn            | 石             | 100               | 100 l            |

### Váha
| Název jednotky | Název jednotky | Název jednotky | Relativní hodnota | Metrická hodnota | Poznámka  |
| Český přepis   | Pchin-jin      | Znaky          | Relativní hodnota | Metrická hodnota | Poznámka  |
| -------------- | -------------- | -------------- | ----------------- | ---------------- | --------- |
| chu            | hū             | 忽             | 1/10 000 000      | 50 µg            |           |
| s’             | sī             | 絲             | 1/1000 000        | 500 µg           |           |
| chao           | háo            | 毫             | 1/100 000         | 5 mg             |           |
| li             | lí             | 厘             | 1/10 000          | 50 mg            |           |
| fen            | fēn            | 分             | 1/1000            | 500 mg           | candareen |
| čchien         | qián           | 钱             | 1/100             | 5 g              | mace      |
| liang          | liǎng          | 两             | 1/10              | 50 g             | tael      |
| ťin            | jīn            | 斤             | 1                 | 500 g            | catty     |
| tan            | dàn            | 担 / 擔        | 100               | 50 kg            | picul     |

| Název jednotky | Název jednotky | Název jednotky  | Název jednotky | Relativní hodnota | Metrická hodnota | Poznámka             |
| Anglicky       | Čínsky         | Čínsky          | Čínsky         | Relativní hodnota | Metrická hodnota | Poznámka             |
| Anglicky       | Český přepis   | Přepis jyutping | Znaky          | Relativní hodnota | Metrická hodnota | Poznámka             |
| -------------- | -------------- | --------------- | -------------- | ----------------- | ---------------- | -------------------- |
| candareen      | fen            | fan             | 分             | 1/1600            | ~378 mg          |                      |
| mace           | čchien         | tsin            | 錢             | 1/160             | ~3,78 g          |                      |
| tael           | liang          | leung           | 両             | 1/16              | ~37,8 g          | Přesně 37,79936375 g |
| catty          | ťin            | kan             | 斤             | 1                 | ~604,8 g         | Přesně 0,60478982 kg |
| picul          | tan            | tam             | 担             | 100               | ~60,48 kg        |                      |

| Název jednotky | Název jednotky   | Název jednotky  | Název jednotky | Relativní hodnota | Metrická hodnota | Poznámka        |
| Anglicky       | Čínsky           | Čínsky          | Čínsky         | Relativní hodnota | Metrická hodnota | Poznámka        |
| Anglicky       | Český přepis     | Přepis jyutping | Znaky          | Relativní hodnota | Metrická hodnota | Poznámka        |
| -------------- | ---------------- | --------------- | -------------- | ----------------- | ---------------- | --------------- |
| candareen troy | ťin cheng fen    |                 | 金衡分         | 1/100             | ~374,3 mg        |                 |
| mace troy      | ťin cheng čchien |                 | 金衡錢         | 1/10              | ~3,743 g         |                 |
| tael troy      | ťin cheng liang  |                 | 金衡両         | 1                 | ~37,43 g         | Přesně 37,429 g |

### Čas
| Název jednotky  | Název jednotky | Název jednotky | Relativní hodnota | Metrická hodnota | Poznámka                                                                                             |
| Český přepis    | Pchin-jin      | Znaky          | Relativní hodnota | Metrická hodnota | Poznámka                                                                                             |
| --------------- | -------------- | -------------- | ----------------- | ---------------- | --- |
| miao            | miǎo           | 秒             |                   | 1 sekunda        | |
| starý fen       | fēn            | 分             | 1/60 kche         | 15 s             | Vyšla z užívání                                                                                      |
| fen             | fēn            | 分             |                   | 1 minuta         | |
| c’              | zi             | 字             |                   | 5 minut          | Používána především v řeči, kde minuta implikuje větší přesnost a obvykle je o slabiku delší.        |
| kche            | kè             | 刻             | 60 starých fenů   | 15 minut         | Historicky definován jako 1/96, 1/100, 1/108, nebo 1/120 dne. Moderní konvenční hodnota je 1/96 dne. |
| siao-š’         | xiǎoshí        | 小时           | 4 kche            | 1 hodina         | |
| š’-čchen        | shíchén        | 时辰           | 8 kche            | 2 hodiny         | Vyšla z běžného užívání; zůstává pro náboženské a ceremoniální účely.                                |
| ž’, nebo tchien | rì, nebo tiān  | 日, nebo 天    | 12 š'-čchen       | 24 hodin         | |

Do roku 1645 (kromě 1665–1669) platily výše uvedené vztahy. Předtím (tj. před čchingským obdobím) platilo následující:
- 1 ž' = 12 š'-čchen = 100 kche,
- 1 š'-čchen = 8 1/3 kche = 8 kche a 20 fenů.